# Ischaemum murinum
Ischaemum murinum är en gräsart som beskrevs av Johann Georg Adam Forster. Ischaemum murinum ingår i släktet Ischaemum och familjen gräs. Inga underarter finns listade i Catalogue of Life.